# 派恩維爾 (密蘇里州)
派恩維爾（英語：Pineville）是位於美國密蘇里州麥克唐納縣的城市。同時該地也是麥克唐納縣的縣治。

## 人口
根據2020年美國人口普查的數據，派恩維爾的面積為8.53平方千米，皆為陸地。當地共有人口802人，而人口密度為每平方千米94人。